# Kim Ča-in
Kim Ča-in (korejsky 김자인, anglická transkripce: Kim Jain; * 11. září 1988, Kojang, provincie Kjonggi, Jižní Korea) je jihokorejská reprezentantka ve sportovním lezení a mistryně světa v lezení na obtížnost. Tituly má i v boulderingu, závodila také v lezení na rychlost.

## Výkony a ocenění
- má nejvyšší počet vítězství na mistrovství Asie - osm za obtížnost a tři v boulderingu
- jako jediná žena získala dvě stříbrné medaile na světových hrách, konaných v letech 2005, 2009, 2013 a 2017, když se nominovala na všechny čtyři
- 2009-2013 čtyři nominace na prestižní mezinárodní závody Rock Master v italském Arcu
- 2011 a 2015 nominace na ocenění La Sportiva Competition Award[1]
- 2018: bronz na mistrovství světa, mistryně Asie

### Závodní výsledky
| Světové hry | Světové hry | Světové hry | Světové hry | Světové hry |
| Rok         | 2005        | 2009        | 2013        | 2017        |
| ----------- | ----------- | ----------- | ----------- | ----------- |
| Obtížnost   | 5           | 2           | 2           | 4           |

| Arco Rock Master | Arco Rock Master | Arco Rock Master | Arco Rock Master | Arco Rock Master | Arco Rock Master |
| Rok              | 2009             | 2010             | 2011             | 2013             | 2017             |
| ---------------- | ---------------- | ---------------- | ---------------- | ---------------- | ---------------- |
| Obtížnost        | 3                | 1                | —                | —                | (SP)             |
| Duel             | —                | —                | 5                | 3                | 7                |

| Mistrovství světa | Mistrovství světa | Mistrovství světa | Mistrovství světa | Mistrovství světa | Mistrovství světa | Mistrovství světa | Mistrovství světa | Mistrovství světa |
| Rok               | 2005              | 2007              | 2009              | 2011              | 2012              | 2014              | 2016              | 2018              |
| ----------------- | ----------------- | ----------------- | ----------------- | ----------------- | ----------------- | ----------------- | ----------------- | ----------------- |
| Obtížnost         | 32                | 8                 | 2                 | 2                 | 2                 | 1                 | 4                 | 3                 |
| Rychlost          | —                 | —                 | —                 | —                 | 41                | —                 | —                 | 54                |
| Bouldering        | 12                | 45                | 17                | 11                | 5                 | —                 | —                 | 41                |

| Světový pohár          | Světový pohár | Světový pohár | Světový pohár | Světový pohár | Světový pohár | Světový pohár     | Světový pohár | Světový pohár         | Světový pohár           | Světový pohár   | Světový pohár     | Světový pohár        | Světový pohár   | Světový pohár        | Světový pohár |
| Rok                    | 2004          | 2005          | 2006          | 2007          | 2008          | 2009              | 2010          | 2011                  | 2012                    | 2013            | 2014              | 2015                 | 2016            | 2017                 | 2018          |
| ---------------------- | ------------- | ------------- | ------------- | ------------- | ------------- | ----------------- | ------------- | --------------------- | ----------------------- | --------------- | ----------------- | -------------------- | --------------- | -------------------- | ------------- |
| Obtížnost              | 25            | 18            | 28            | 14            | 18            | 2                 | 1             | 2                     | 2                       | 1               | 1                 | 2                    | 3               | 2                    | 3             |
| jednotlivě* (28/13/12) | ,9,7, 41,     | ,11, 8,8,     | ,5,18,        | ,4,, · 10,9,  | ,16,8, 24,17, | ,6,, · ,4, · ,20, | , · , · ,42,  | , · 8,, · , · ,4, · , | ,4,, · , · , · 9,9, · , | 4,, · , · , · , | , · 10,6, · , · , | 4,, · ,4, · 12,, · 5 | 6,, · , · 4,, · | ,8, · , · , · ,4     | ,10,, · , · , |
|                        |               |               |               |               |               |                   |               |                       |                         |                 |                   |                      |                 |                      |               |
| Rychlost               | —             | —             | —             | —             | —             | —                 | —             | —                     | —                       | —               | —                 | 30-31                | —               | —                    | 75            |
| jednotlivě*            | —             | —             | —             | —             | —             | —                 | —             | —                     | —                       | —               | —                 | 15,-, -,-,-          | —               | —                    | ,30,55, 44,   |
|                        |               |               |               |               |               |                   |               |                       |                         |                 |                   |                      |                 |                      |               |
| Bouldering             | —             | —             | 36            | —             | 51-52         | 5                 | 12            | 7                     | 10                      | 29              | —                 | —                    | —               | 18-19                | 48            |
| jednotlivě* (1/1/4)    | —             | —             | ,22,17,       | —             | ,17,          | ,23,5, · 11,,     | ,8, · ,       | ,4,, · 4,,            | ,11,12, · 6,,           | ,20,9,          | —                 | —                    | —               | -,-,-, 11,4, 18-19,- | ,33,17,       |
|                        |               |               |               |               |               |                   |               |                       |                         |                 |                   |                      |                 |                      |               |
| Kombinace              | —             | —             | 21            | —             | 25            | 2                 | 1             | 2                     | 2                       | 4               | —                 | 1                    | —               | 2                    | 8             |

* poznámka: nalevo jsou poslední závody v roce
| Obtížnost  | 1 | 1 | 1 | 1  | 1  | 1 | 1 | 1 | 2 | 1 | 3 | 1  |
| Rychlost   | — | — | — | 16 | 12 | — | — | — | — | — | — | 23 |
| Bouldering |   |   | 2 | 1  | 1  | 2 | 2 | 1 |   | 3 | — | 7  |

| Mistrovství světa juniorů | Mistrovství světa juniorů |
| Rok                       | 2005 kat. A               |
| ------------------------- | ------------------------- |
| Obtížnost                 | 22                        |

| Mistrovství Asie juniorů | Mistrovství Asie juniorů |
| Rok                      | 2002 kat. B              |
| ------------------------ | ------------------------ |
| Obtížnost                | 1                        |

## Galerie

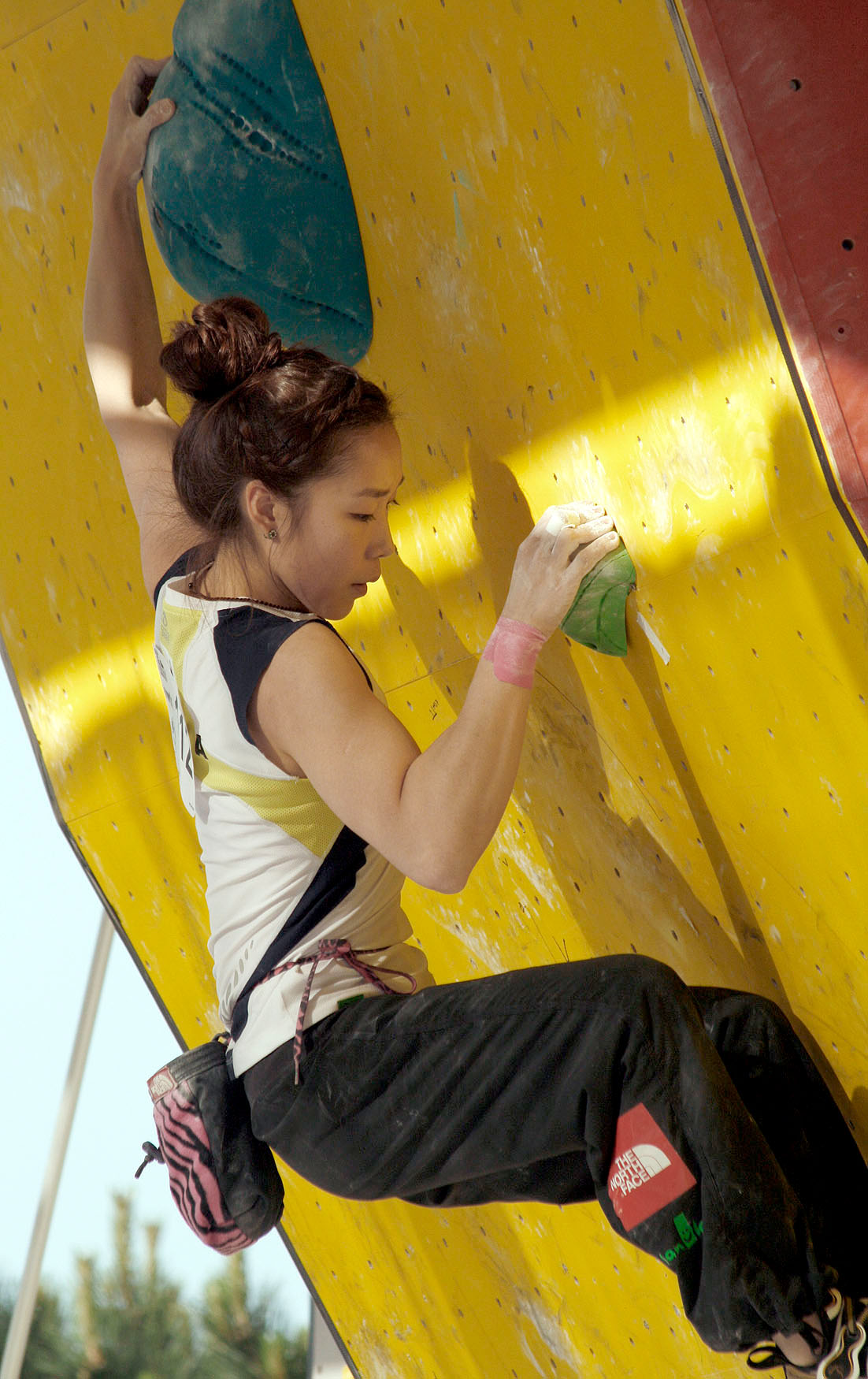
Kim Ča-in v kvalifikaci SP 2010 v boulderingu, Vídeň
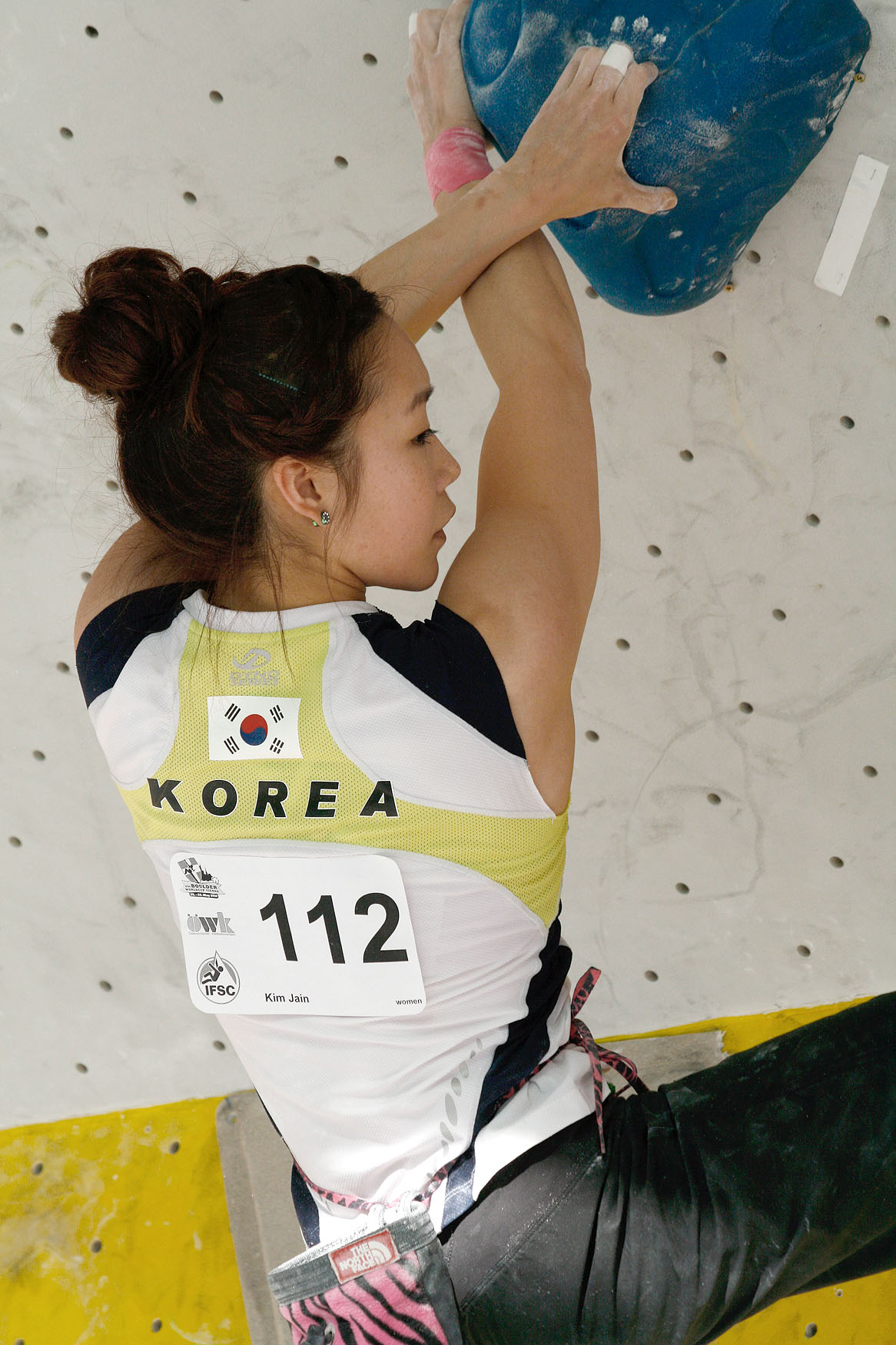
Kim Ča-in v kvalifikaci SP 2010, Vídeň
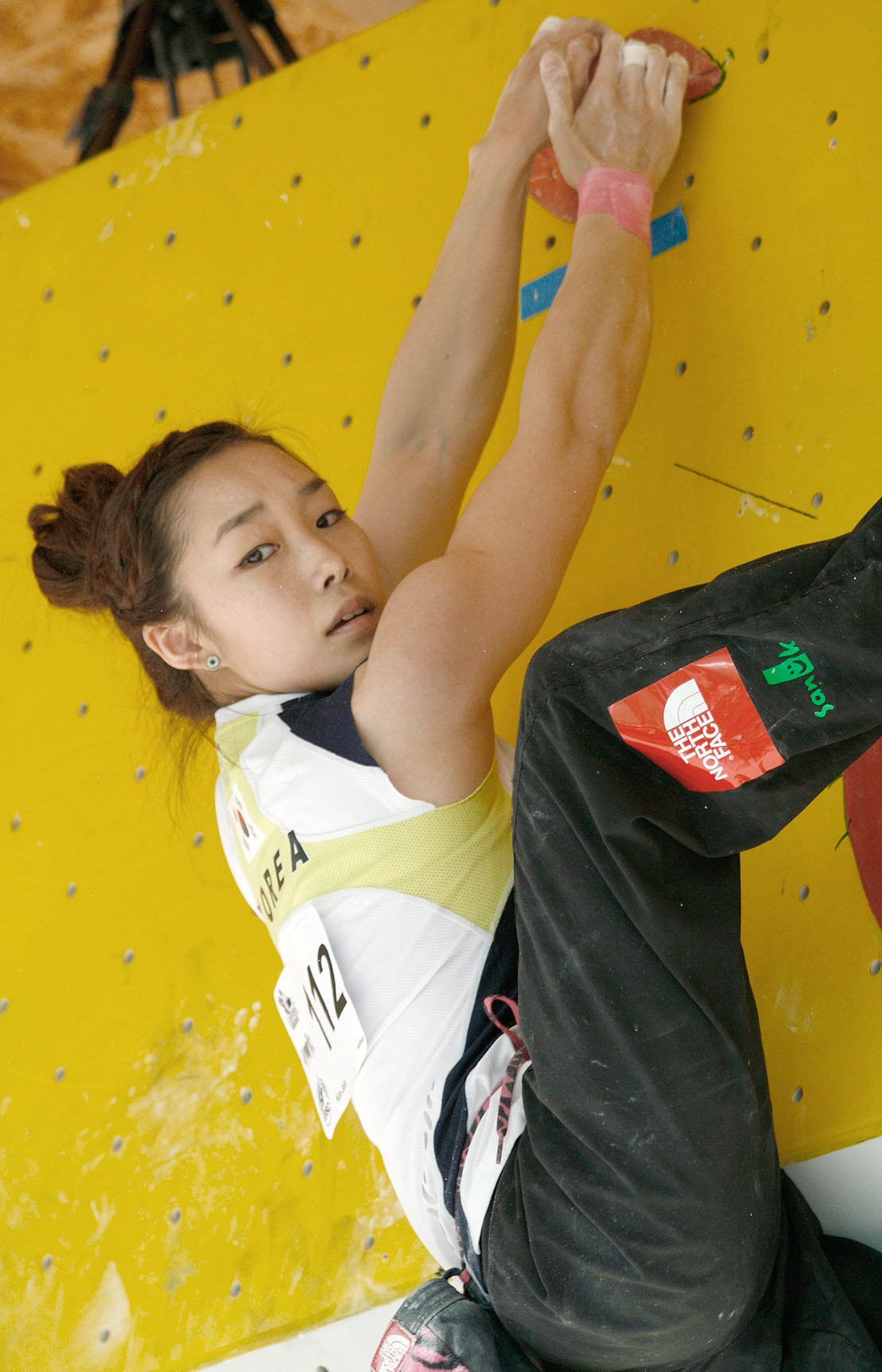
Kim Ča-in v kvalifikaci SP 2010, Vídeň
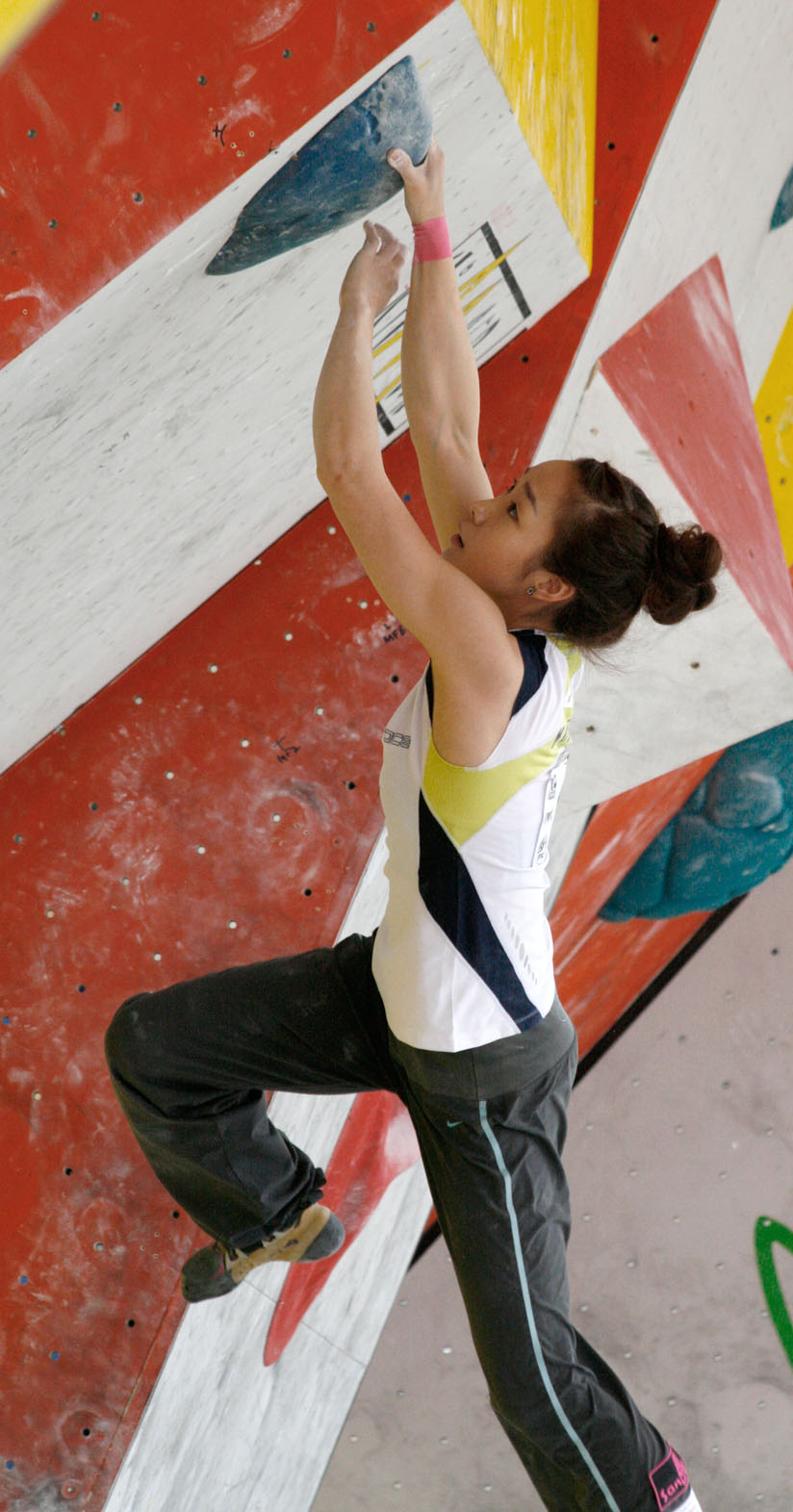
Kim Ča-in v semifinále SP 2010, Vídeň
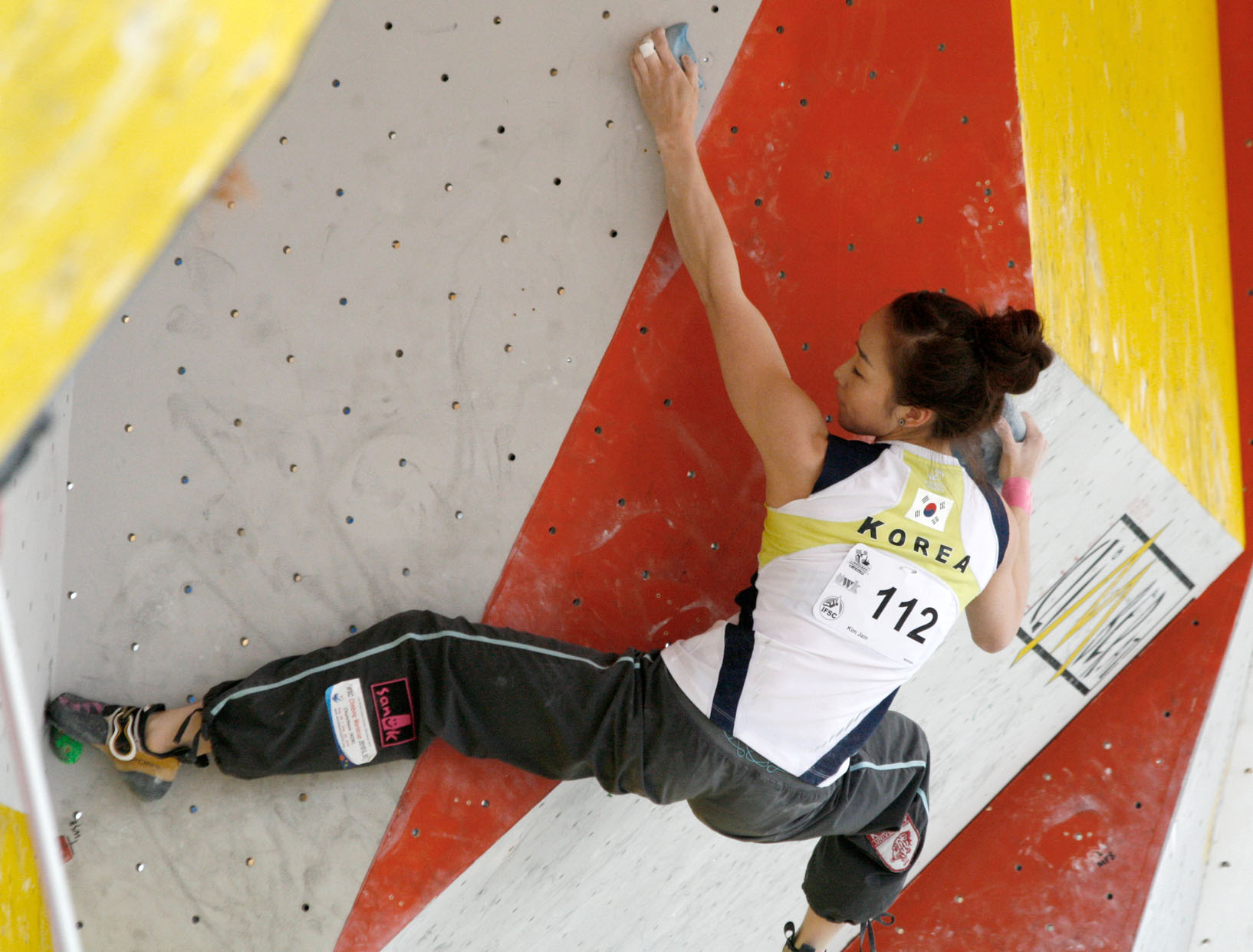
Kim Ča-in v semifinále SP 2010, Vídeň
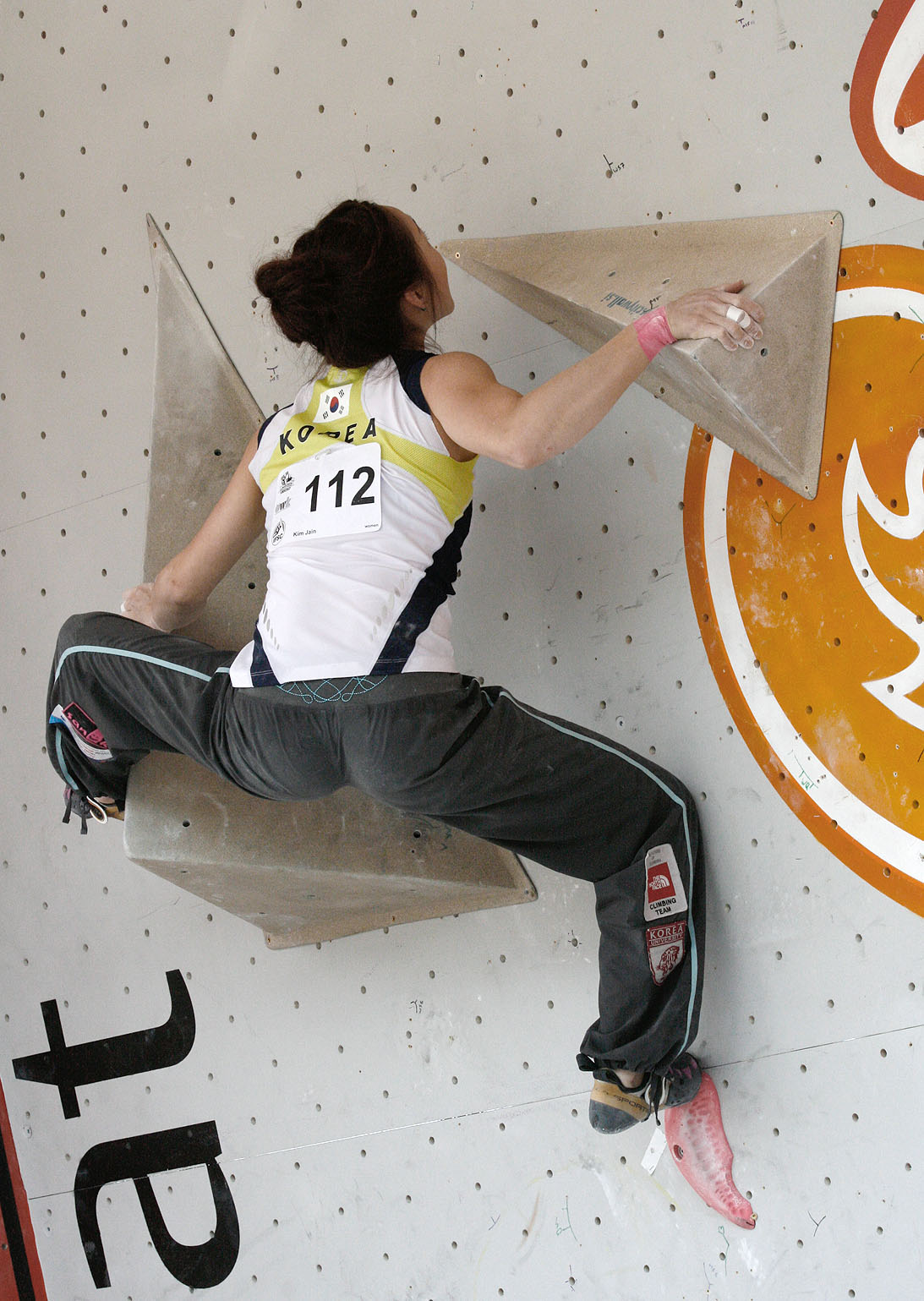
Kim Ča-in v semifinále SP 2010, Vídeň